# Silvester Čuk
Silvester (Silvo) Čuk, slovenski rimskokatoliški duhovnik, prevajalec in urednik, * 1. januar 1940, Lome.

## Življenje in delo
Po maturi na gimnaziji v Ajdovščini je v letih 1958−1964 študiral  bogoslovje in bil 28. junija 1964 posvečen v mašnika. Služboval je kot: kaplan Šempetru in Postojni (1964-1965), bil vikarjev namestnik v Slivju in Brezovici (1965-1966) in župnikov pomočnik v Izoli (1966-1968). Avgusta 1968 je sprejel službo urednika v uredništvu Založbe Ognjišče v Kopru.
Čuk je bil že v času študija na Teološki fakulteti v Ljubljani dve leti urednik bogoslovnega literarnega glasila Brazde, v katerem je objavil nekaj pesmi, črtic in dva zapisa o srečanju slovenskih in pravoslavnih bogoslovcev v Beogradu in Ljubljani. Kasneje je s članki sodeloval tudi v tedniku Družina, prevedel pa je tudi več del iz francoščine in španščine. Njegova trenutna bibliografija obsega 799 zapisov.

## Izbrana bibliografija
- Svetnik za vsak dan (COBISS)
- Misli srca (COBISS)
- Potujoči pastir sveta : papež Janez Pavel II (COBISS)
- Pisana božična knjiga (COBISS)
- Molimo tako (COBISS)